# Виноградненский сельский совет (Крым)
Виноградненский сельский совет (укр. Виноградненська сільська рада, крымскотат. Çuqul köy şurası) — административно-территориальная единица в  Ленинском районе АР Крым Украины (фактически до 2014 года; ранее до 1991 года — в  составе Крымской области УССР в СССР), на Керченском полуострове. Население по переписи 2001 года — 1484 человека.
К 2014 году в состав сельсовета входило 2 села:
- Виноградное
- Романово

## История
Виноградненский сельсовет был образован в 1950-х годах и на 15 июня 1960 года в составе совета числились следующие населённые пункты:

| - Виноградное - Камышинка | - Плавни - Романово |

К 1968 году совет упразднили и вновь восстановили в 1975 году. На 1 января 1977 года в сельсовет входили Виноградное, Камышинка и Романово. В 1984 году была ликвидирована Камышинка и совет обрёл современный состав. С 12 февраля 1991 года сельсовет в восстановленной Крымской АССР, 26 февраля 1992 года переименованной в Автономную Республику Крым. С 21 марта 2014 года в составе Крыма аннексирован Россией. Законом «Об установлении границ муниципальных образований и статусе муниципальных образований в Республике Крым» от 4 июня 2014 года территория административной единицы была объявлена муниципальным образованием со статусом сельского поселения.